# Chiesa di Sant'Andrea de Lavina
La chiesa di Sant'Andrea de Lavina o della Lama è un'antica chiesa originariamente longobarda di Salerno, risalente almeno al IX secolo.

## Storia
La chiesa è così chiamata per via del torrente Lavina ("acqua di scolo") che scorre ancora adesso sotto la strada ad essa prospiciente, e fu edificata in un periodo posteriore all'832.
In quell'anno infatti, il duca longobardo salernitano Sicardo, conquistò Amalfi e ne deportò parte degli abitanti a Salerno, confinandoli nell'attuale quartiere detto delle "Fornelle"; i prigionieri vollero quindi edificare una chiesa dedicata al loro Patrono
La fronte del tempio attualmente è rivolta ad Est, ma un tempo era rivolta ad Ovest, e in tale situazione rimase almeno fino alla fine del XVI sec.: la prima chiesa, costruita sulle rovine di un edificio di epoca romana, si trova interrata ad almeno 6 m sotto l'attuale livello stradale, e presenta i resti (probabilmente longobardi, secondo lo storico Vincenzo De Simone) di tre absidi affrescate di cui solo la centrale è ben visibile, con la raffigurazione dei quattro Arcangeli. 
Intorno al X secolo, forse in seguito a un'alluvione, la chiesa precedente fu in parte demolita e adibita a sepolcreto (alcuni scheletri recentemente riportati alla luce, si trovano ancora nella posizione originaria e sono messi a vista, creando un'atmosfera suggestiva), e su di essa ne fu costruita una più ampia, di cui rimangono ancora due delle tre navate, oltre a qualche moncone di affresco raffigurante due santi ed un'iscrizione in greco, che testimonia una possibile diversa frequentazione dell'ambiente, probabilmente longobarda oltre a quella amalfitana.
La terza chiesa venne costruita sulla precedente (divenuta a sua volta un sepolcreto) intorno al XII secolo: testimone del cambiamento è un palinsesto di affreschi (i più antichi dei quali risalenti a quell'epoca) raffiguranti due santi vescovi (inizio Trecento), un secondo strato difficilmente leggibile (forse quattrocentesco) ed un terzo strato seicentesco dipinto come un finto tabernacolo, con scene della vita di una santo, forse lo stesso Andrea.
Le colonne della terza chiesa sono inglobate nei pilastri della navata di destra: dopo il rivoltamento della pianta verso E della fine del Cinquecento, infatti, la chiesa subì un radicale restauro che le fece assumere un aspetto barocco che in parte ancora conserva. Il campanile è databile entro l'XI secolo e presenta tre livelli ad archi ogivali, anche se recenti scavi hanno riportato alla luce una bifora sul lato N; con le sue campane, Ippolito da Pastena (il "Masaniello Salernitano") incitò nel 1648 il popolo alla rivolta contro gli spagnoli.
Per almeno tre secoli, a causa di un antico documento dell'866, questa chiesa fu confusa con un'altra omonima (oggi scomparsa) che risultava essere super porta Radeprandi constructa; un altro documento scoperto di recente ha rivelato che la "porta Radeprandi" (o Rateprandi) si trovava nella zona alta della città, all'incirca dove oggi si trova il Museo diocesano (probabilmente si trattava dell'antica Porta Rotese, detta in origine di Radeprandi dal nome proprio di qualche importante personaggio locale). A causa di tale equivoco, la strada davanti all'ingresso della chiesa si chiama ancora via Porta Radeprandi, ed un massiccio arco poco lontano è, da molto tempo, scambiato per la porta stessa.
Gli scavi effettuati nel 2013 al di sotto della chiesa hanno rinvenuto i resti della chiesa altomedioevale in stile longobardo, mentre dal 2015 la parte superiore è stata riconsacrata.

## Caratteristiche
L'attuale facciata è in stile barocco napoletano. Alla fine del Cinquecento le venne dato un aspetto barocco, che in parte conserva ancora. Il campanile è databile al dodicesimo secolo.